# Estadio Nuevo Arcángel
El Estadio Nuevo Arcángel, conocido como Estadio Bahrain Victorious Nuevo Arcángel por motivos de patrocinio, es un estadio de fútbol de Córdoba, Andalucía, España. Propiedad del Córdoba Club de Fútbol, utilizado para jugar sus partidos como local. En la temporada 2014-2015 consiguió el lleno absoluto por primera vez en su historia en un partido entre el equipo local y el Real Madrid.La segunda vez que el estadio logró el lleno completo fue en la temporada 2023-2024 en la vuelta de la final por el ascenso a Segunda División Española contra el FC Barcelona B.

## Historia
Después de derribar el antiguo estadio de El Arcángel, situado a unos 500 metros de su ubicación actual, y donde Córdoba Club de Fútbol jugó durante 39 años, incluidos sus 8 temporadas en Primera División, se construyó un nuevo estadio, con el mismo nombre oficial de El Arcángel, en el año 1993. Contaba con pistas de atletismo, capacidad para 15 500 espectadores sentados.

## Remodelación

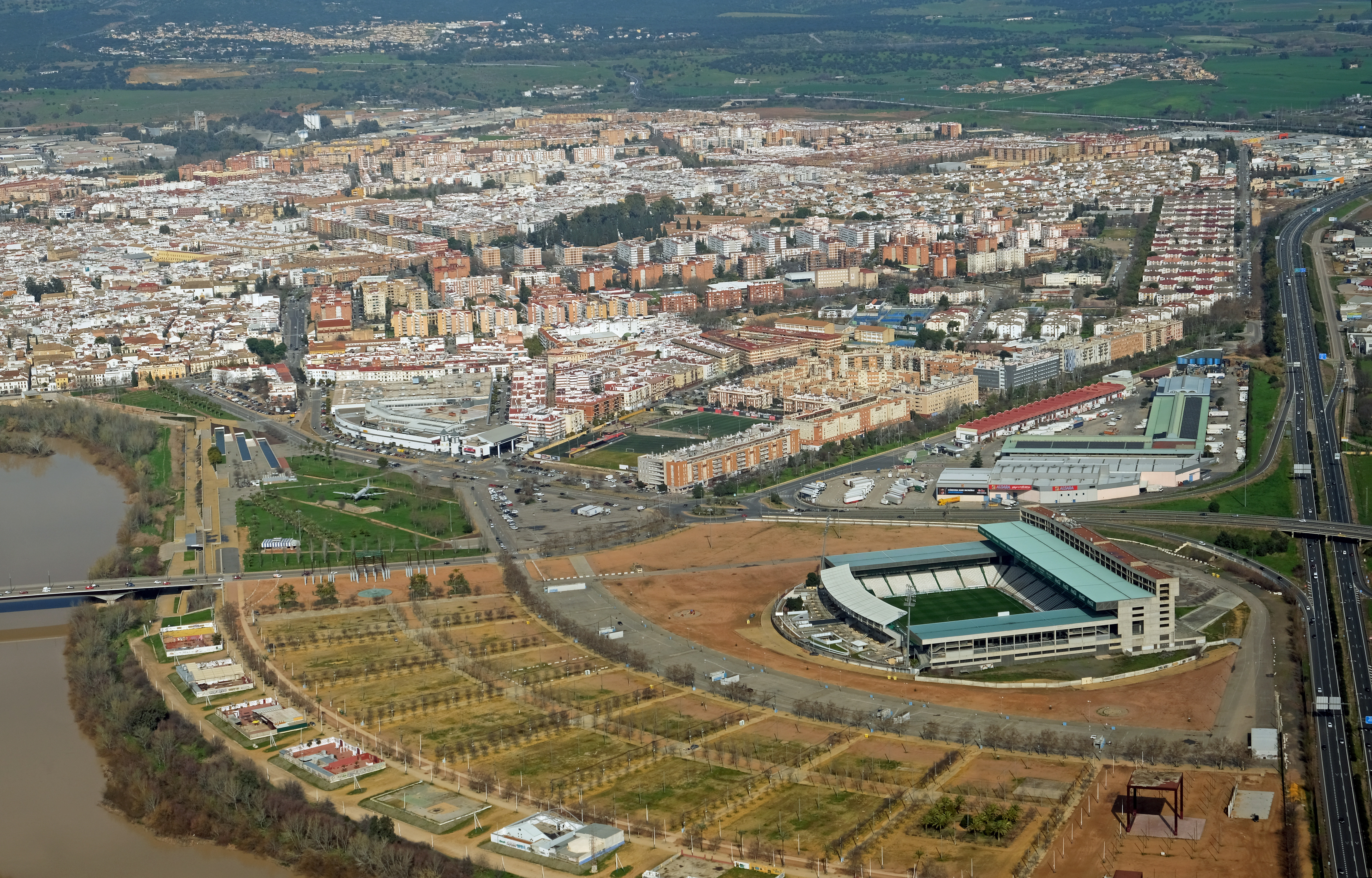
Vista aérea

En 2005 comenzó la remodelación completa ya que las instalaciones eran insuficientes para una ciudad y un equipo con aspiraciones importantes en el fútbol. Al finalizar el año, se había terminado la nueva grada de preferencia, que tiene una capacidad de aproximadamente 8000 espectadores en dos niveles. Esta grada se construyó con un edificio de oficinas de 8 plantas.
A partir de septiembre de 2007 comenzó la construcción de la tribuna norte, estrenada en septiembre de 2008 (un año después). También se construyó otra tribuna de dos pisos. Posteriormente se terminará el campo con la creación de la grada oeste, es decir, tribuna cubierta, de características similares a la ya existente preferencia, pero con un hotel anexo ubicado entre la séptima y octava planta. El Fondo Norte cuenta con más de 3900 asientos.
Tras las obras finalizadas de Fondo Sur, con más de 3300 asientos, el aforo actual del estadio es de 21 822.

## Capacidad
En la actualidad, el estadio municipal tiene una capacidad total de 21.596 espectadores según los datos oficiales, y de las cuales, 77 localidades están reservadas para personas con discapacidad. La grada con más aforo es la zona de Preferencia, que cuenta con una capacidad total de 8604 asientos, de los que 35 están destinados a personas discapacitadas.
Aunque parecen casi iguales, el fondo norte es algo más grande que el fondo sur, ya que cuenta con 3962 localidades (21 reservadas para personas con discapacidad), mientras que la Sur está predispuesta para un aforo pleno de 3337 asientos, de los que 400 son de la grada de animación y 3212 el resto.
La tribuna descubierta tiene una capacidad para 2182 espectadores, mientras que la cubierta alcanza apenas los 488 asientos. En anfiteatro hay 2.684 localidades. En total, la grada más cara del estadio suma 5354 espectadores.
La grada visitante posee 492 localidades.
A esas cifras hay que añadirle que el estadio en el juega el Córdoba CF también dispone de 172 asientos en la zona vip, más 126 plazas en los palcos del recinto blanquiverde.